# Llibreria Totem

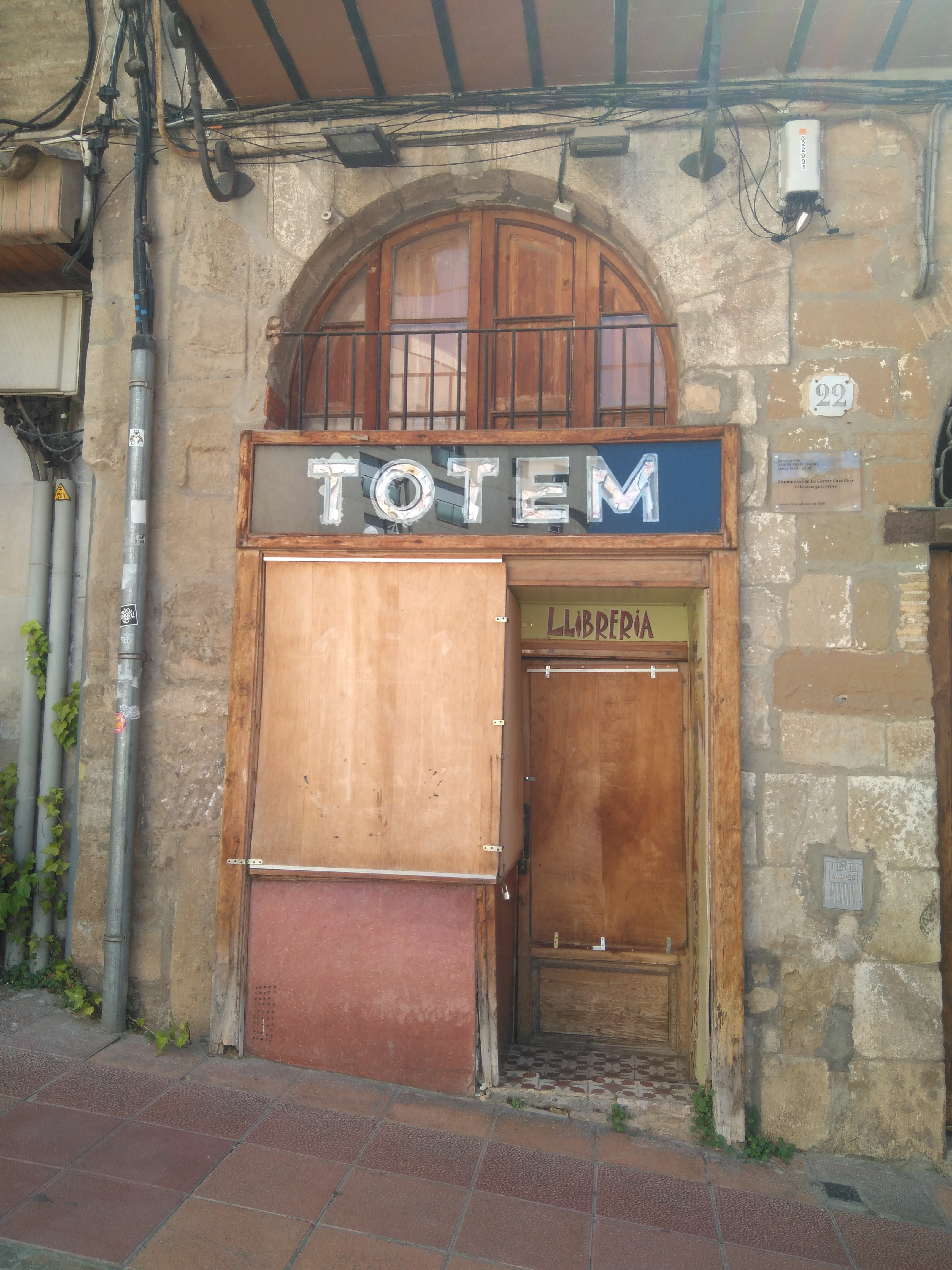
Façana de la Casa Albiñana. Els baixos, del, contenen la llibreria Totem. Aquí es pot veure tancada.

La llibreria Totem va ser un establiment de Lleida (El Segrià) que va entrar en funcionament l'any 1987, arran del tancament de la seva predecessora, la llibreria l'Ereta. El seu fundador i antic propietari era Jaume Aluja, qui havia estat també promotor del restabliment de tradicions populars lleidatanes com els diables de l'Ereta (com recorden les màscares que decoren aquest local) així com la festa de Moros i Cristians. L'establiment opera principalment com a llibreria de vell i botiga de còmics. Es troba al número 22 del carrer Cavallers, al cor del Nucli Antic de la ciutat de Lleida, en un local que havia ocupat l'antic col·legi Santiago Apóstol. El seu emplaçament és l'anomenada Casa Albiñana, propietat de la família Farré-Aluja i que data del segle xiii, amb remodelacions a les plantes superiors dels segles xvii i xviii. En aquest edifici va tenir lloc la fundació del Liceu Escolar de Lleida a càrrec del pedagog local Frederic Godàs.